# Şefiqa Gaspıralı

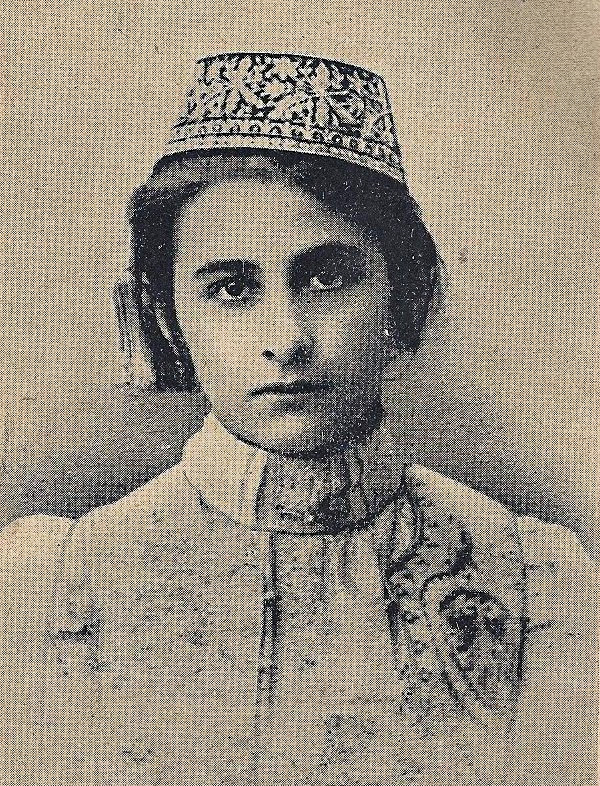
Şefiqa Gaspıralı im Jahr 1901

Şefiqa Gaspıralı (krimtatarisch Şefiqa İsmail qızı Gasprinskaya, ukrainisch Шефіка Ісмаїлівна Гаспринська, russisch Шефика Исмаиловна Гаспринская; * 14. Oktober 1886 in Bachtschyssaraj; † 31. August 1975 in Istanbul) war eine krimtatarische Journalistin und Chefredakteurin der muslimischen Frauenzeitschrift Alem-i Nisvan (deutsch: Frauenwelt). Sie war 1917 eine von vier Frauen, die als Abgeordnete für die kurzlebige Volksrepublik Krim gewählt wurden und gilt als eine der wichtigsten Initiatorinnen der krimtatarischen Frauenbewegung. Ihr Vater war der Reformer İsmail Gaspıralı, ihr Ehemann Nəsib bəy Yusifbəyli, zweiter Premierminister der kurzlebigen Demokratischen Republik Aserbaidschan.

## Leben

### Herkunft und Familie
Şefiqa Gaspıralı war eine Tochter von İsmail Gaspıralı und Zahire (auch: Zühre bzw. Zehra) Hanim. Zu ihren Geschwistern gehörten  Refat, Behiye, Leyla, Danyal, Nigar, Javad-Mansur (auch: Cevdet Mansur) und Haydar-Ali. Die Familie gehörte zu den Krimtataren, die zwar Untertanen des russischen Zaren waren, im 19. Jahrhundert jedoch in Russland als rückständig und unzivilisiert galten. Insbesondere krimtatarische Frauen waren vom öffentlichen Leben sowie den Bildungsmöglichkeiten des Zarenreichs nahezu ausgeschlossen.
Şefiqas Vater, der Zeit in Moskau, Paris und Istanbul verbracht hatte, galt als „Architekt der Modernisierung unter den muslimischen Turkuntertanen des russischen Kaiserreichs“ und unterhielt Verbindungen zu Intellektuellen im Osmanischen Reich. Ihm war an der Ausbildung einer muslimisch-russischen Identität gelegen, weshalb er sich in einer Mittlerfunktion zwischen den muslimischen, zentralasiatischen Gebieten und dem europäischen Teil des Zarenreichs sah. Zudem war er ein Verfechter der Frauenrechte. Seine Tochter erlernte daher von ihm Lesen und Schreiben und besuchte die von ihm eröffnete Schule auf der Krim, die entsprechend seiner Usûl-ü Cadid (deutsch: die neue Methode) geleitet wurde.
Als Şefiqa Gaspıralı 17 Jahre alt war, starb ihre Mutter. Daraufhin übernahm die junge Frau den Haushalt und wurde zur Assistentin ihres Vaters. Sie unterstützte ihn bei der Veröffentlichung seiner Zeitung Tercüman, erledigte die Korrespondenz, übersetzte Texte aus dem Russischen und organisierte den Vertrieb. Im Jahr 1903 veröffentlichte sie im Tercüman ihren ersten Artikel. Über die Arbeit sowie die Kontakte ihres Vaters lernte sie Nəsib bəy Yusifbəyli kennen, den sie 1906 heiratete. 1908 kam ihre Tochter Zühre zur Welt, 1909 ihr Sohn Niyazi. Für eine kurze Zeit lebte die junge Familie in Yusifbəylis Heimatstadt Gəncə in Aserbaidschan, kehrte jedoch Ende 1912 auf die Krim zurück, um Tercüman weiter zu betreiben. Ihr Vater starb schließlich am 11. September 1914.

### Journalistin und Frauenrechtlerin

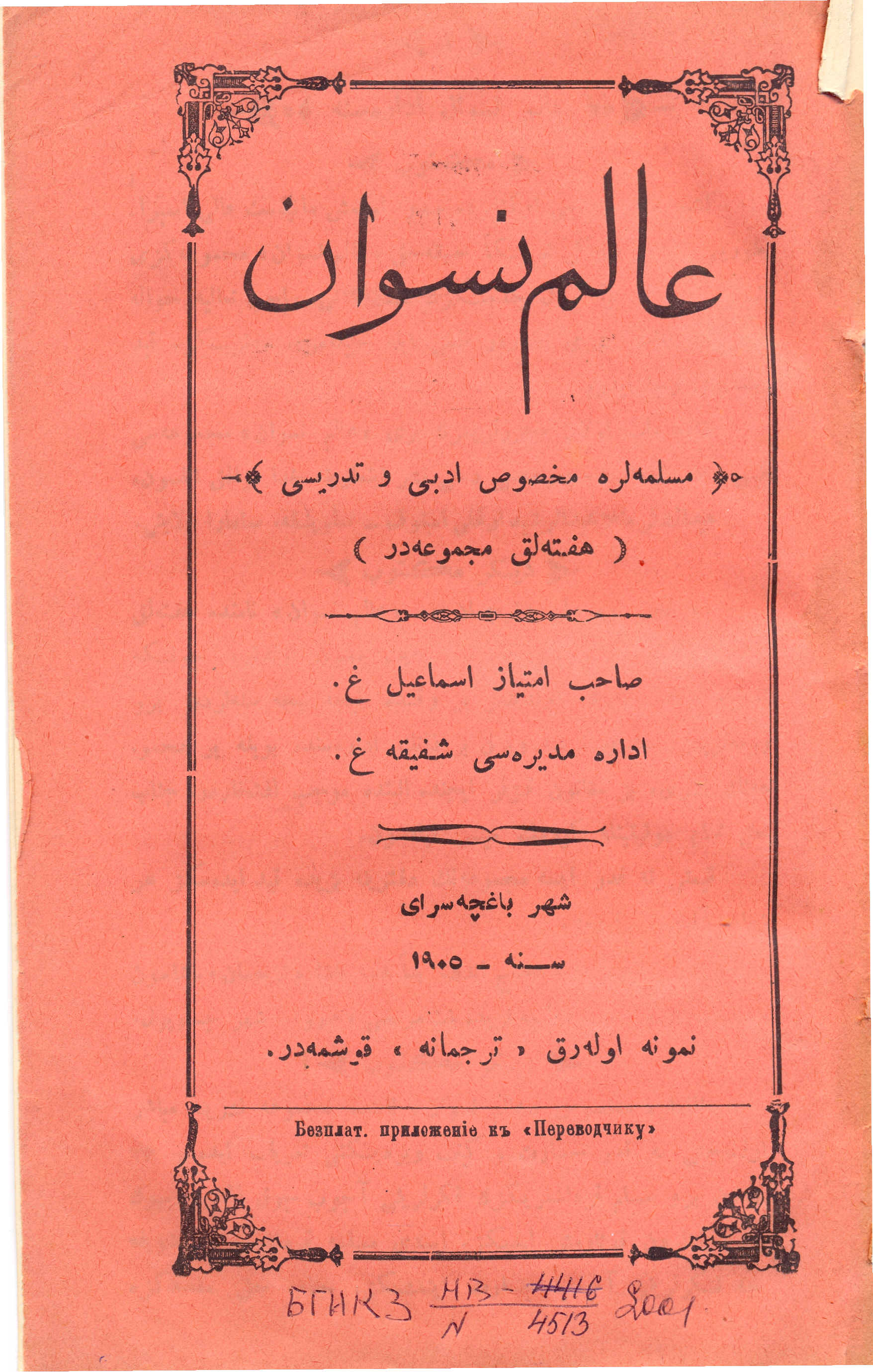
Titelblatt der Zeitschrift Alem-i Nisvan

Ende 1905 bzw. Anfang 1906 gab Şefiqa Gaspıralı zum ersten Mal die Alem-i Nisvan heraus. Es handelte sich um die erste Zeitschrift der Krim, die sich explizit an die Frauen der Turkvölker in Russland richtete. Initiiert wurde sie von İsmail Gaspıralı, der seine Tochter zur Chefredakteurin ernannte. Während die Zeitschrift teilweise Ratschläge für Haushalt, Gesundheit und Kindererziehung beinhaltete, behandelte sie auch politischere Themen wie Frauenbildung, die rechtliche Stellung der Frauen sowohl innerhalb Russlands als auch der Scharia und die Frauenbewegung innerhalb Europas.
Gleichzeitig kritisierte sie lokale Bräuche, die Frauen unterdrückten, wie den Zwang zur Verschleierung, überkommene Heiratspraktiken und den Verkauf junger Mädchen in den Kaukasus und nach Mittelasien. Die meisten Artikel wurden von Gaspıralı, ihrem späteren Ehemann Nəsib bəy Yusifbəyli und dem Studenten Abdullah Sur geschrieben. Auch veröffentlichten sie Leserbriefe aus der Krim, Aserbaidschan, der Türkei, der Wolga- und Uralregion. Gaspıralı sollte fünfzig Jahre später sagen, dass sie die Zeitschrift lediglich ein Jahr lang herausgab. Möglicherweise war der wachsende Druck Russlands auf ihren Vater der Grund dafür.
Im Jahr 1917 begründete Şefiqa Gaspıralı die krimtatarische Frauenbewegung mit dem Verband Qadınlar Günü. Ziel der Organisation war die rechtliche Gleichstellung muslimischer Frauen und ihre Integration in alle Bereiche des öffentlichen Lebens. Zwischen April und Mai 1917 wurden in mehreren Städten und Dörfern der Krim diverse muslimische Frauenverbände gegründet. In Simferopol fand im August desselben Jahres ein Delegationstreffen der Verbände statt, die dort das Zentrale Komitee muslimischer Frauen wählten. Dabei erhielt Gaspıralı das Amt der stellvertretenden Vorsitzenden sowie den Posten der Direktorin der Dar-ul-muallimin, der Pädagogischen Frauenschule Simferopols.
Das Komitee startete einen Aufruf an krimtatarische Frauen, die Kopftücher abzulegen, was vom obersten Mufti Noman Çelebicihan unterzeichnet wurde. Zudem erlaubte er gemeinsame Gottesdienste von Männern und Frauen in den Moscheen, was in der islamischen Welt bislang nicht vorgekommen war. Im November 1917 nahmen Mitglieder des Komitees im Zuge der Gründung der Volksrepublik Krim an der Wahl des Ersten Kurultai des krimtatarischen Volkes teil. Dabei wurde Gaspıralı sowohl zur Vertreterin Jewpatorijas als auch ins Präsidium des Kurultai gewählt, was sie innerhalb der islamischen Welt zur Pionierin machte.

### Im Exil
Bereits im Januar 1918 wurde Simferopol jedoch von den Bolschewiki eingenommen, die sämtliche politische Aktivitäten der Krimtataren unterdrückten und u. a. Çelebicihan inhaftierten. Gemeinsam mit ihren Kindern floh Şefiqa Gaspıralı im Sommer 1919 in die Demokratische Republik Aserbaidschan, wo ihr Mann im April desselben Jahres zum Premierminister gewählt worden war. Aserbaidschan hatte als erster mehrheitlich muslimischer Staat das Frauenwahlrecht eingeführt. In Baku wurde Gaspıralı die Direktorin einer pädagogischen Schule.
Im April 1920 marschierte die Rote Armee in Aserbaidschan ein und annektierte das Land als Aserbaidschanische Sozialistische Sowjetrepublik. Am 31. Mai wurde Gaspıralıs Ehemann Nəsib bəy Yusifbəyli in Kürdəmir erschossen. Mit Hilfe von Memduh Şevket Esendal, der sie mit gefälschten Papieren ausstattete, flüchtete Gaspıralı mit ihren Kindern nach Istanbul. Dort musste sie stellenweise den Schmuck ihrer Mutter und ihre Armbanduhr verkaufen, um sich über Wasser zu halten. Zwischendurch arbeitete sie im Krankenhaus, beim Roten Halbmond und als Leiterin des Kinderheims Darüleytam. Schließlich zog sie nach der Heirat ihrer Tochter mit Doktor Mirza Gökgöl zu ihr.
Nach wie vor war Şefiqa Gaspıralı in der krimtatarischen Diaspora aktiv und engagierte sich. Im Jahr 1930 gründete sie die Union der krimtatarischen Frauen in Istanbul, deren Vorstand sie wurde. Am 26. Februar 1961 wurde ein von ihr geschriebener Zeitungsartikel zu einer Gedenkfeier für Noman Çelebicihan vorgetragen. Aus ihren Jahren in der Frauenbewegung besaß sie diverse Dokumente, die sie mit in die Türkei genommen hatte. Sie trug sich mit dem Gedanken, basierend auf dieser Sammlung ein Buch über die Frauenbewegung der Turkvölker in Russland zu schreiben, war sich jedoch nicht sicher, ob es überhaupt Leser finden würde.

„Ich weiß nicht, ob meine Erinnerungen und die Bedingungen, unter denen ich lebte, für die Menschen in der Türkei von Interesse sein werden? Nur heute? Wird es 100 Jahre später noch von Interesse sein? Ich weiß nicht, ob meine Erinnerungen von historischem Wert sind und in 100 Jahren mit Interesse gelesen werden, oder ob sie in 100 Tagen vergessen sein werden... Vielleicht werden sie nach 100 Tagen oder 100 Jahren vergessen sein, aber ich habe Angst, lächerlich gemacht zu werden.“

Am 31. August 1975 starb Şefiqa Gaspıralı in Istanbul und wurde auf dem Friedhof Zincirlikuyu Asri bestattet. Ihr Nachlass, bestehend aus u. a. Briefen, Dokumenten, Tagebucheinträgen und Zeitungsausschnitten, wird im Archiv in der Türkei aufbewahrt.